# Immenstaad am Bodensee
Immenstaad am Bodensee là một đô thị thuộc huyện Baden-Württemberg, Đức. Nơi này nằm trên bờ phía bắc của Hồ Constance (được gọi là Bodensee trong tiếng Đức), gần biên giới với Áo và Thụy Sĩ.

## Lịch sử

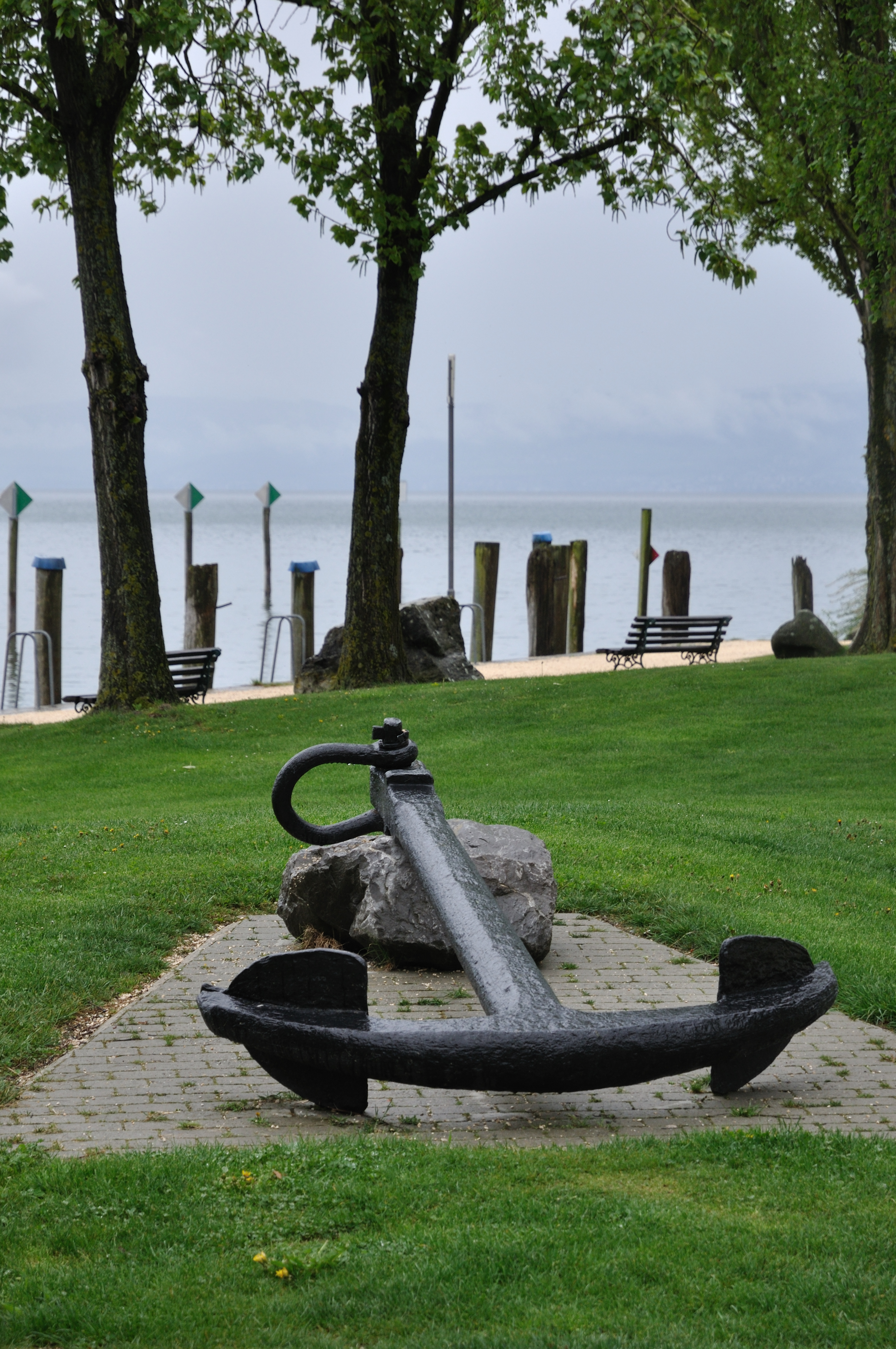
Bến tàu Immenstaad am Bodensee

Nguồn tài liệu đầu tiên đề cập về Immenstaad có từ năm 1094, khi Công tước xứ Bayern Welf IV giành được từ tài sản của Tu viện Weingarten. Sau đó Immenstaad am Bodensee bị các phe phái tranh giành nhau quản lý cho đến khi Gia tộc Fürstenberg mua lại toàn bộ thị trấn vào cuối thế kỷ 18. Năm 1806 thị trấn trở thành một thị trấn biên giới thuộc bang Baden-Württemberg.
Immenstaad am Bodensee là quê hương của công ty hàng không vũ trụ Dornier trước đây, hiện là một phần của Airbus. Nơi đây nổi tiếng như một khu nghỉ mát và được biết đến với rượu vang và các hoạt động trồng trọt trái cây.